# Club Deportivo Lobos Zacatepec
El Lobos Zacatepec fue un equipo de fútbol de la ciudad de Zacatepec en el estado de Morelos, que participaba en la Liga de Balompié Mexicano en la máxima categoría.

## Historia
Después de la aceptación de Lobos BUAP el 27 de junio de 2020 como décima segunda franquicia fundadora en la LBM, se anunciaron algunos jugadores para el nuevo proyecto, algunos de ellos ya habían jugado en el club e incluso estuvieron involucrados en su ascenso a la Liga MX. Sin embargo, en agosto comenzaron a surgir problemas entre la universidad y la directiva del nuevo equipo debido a la falta de documentos que pudieran sostener el acuerdo entre ambas partes, finalmente, el 5 de agosto se anunció la cancelación del proyecto para devolver a los Lobos al fútbol profesional, sin embargo, la franquicia otorgada al proyecto se mantuvo pero en otra sede, con otro escudo y nombre ajeno a la institución universitaria haciéndose oficial el 7 de agosto de 2020 bajo el nombre Lobos Zacatepec.
El 10 de noviembre el club fue desafiliado de la LBM al no cubrir los adeudos con jugadores y cuerpo técnico, el equipo intentó un cambio de nombre y sede para asegurar la continuidad del proyecto, sin embargo, al mantenerse el mismo propietario la liga no autorizó el movimiento.

## Estadio
El Estadio Agustín Coruco Díaz es un estadio en la ciudad de Zacatepec en el estado de Morelos en México, antigua casa del desaparecido Club Atlético Zacatepec de la Liga de Ascenso de México, tiene capacidad para 24 313 espectadores sentados lo que lo coloca como el estadio más grande de Morelos. Ha sido un estadio muy utilizado para la práctica del fútbol profesional desde la década de los 50. Desde 2020 es la sede del Club Deportivo Lobos Zacatepec que juega en la Liga de Balompié Mexicano.
Fue llamado así en honor al extremo Agustín Díaz, campeón con los Cañeros de la década de los 50s. Su actual nombre lo recibió en noviembre de 1964, año que el estadio fue re-inaugurado oficialmente por el entonces Presidente de México, Lic. Gustavo Díaz Ordaz, se tienen datos de que fue fundado alrededor de 1948 para dar un paso importante dentro de la región, pues la visión de aquel tiempo en el Ingenio era precisamente el encauzar a la población trabajadora hacia el disfrute y la práctica del deporte.
En marzo de 2013, el estadio entró en fase de remodelación por parte del Gobierno del Estado de Morelos, con la cual prácticamente se edificó un estadio nuevo; al concluir las 2 etapas de construcción; es un estadio moderno con capacidad para albergar a 24 443 personas en asientos individuales. Cuenta con palcos, plateas, alumbrado, vestidores y baños, sala de prensa, zona comercial (restaurantes, café y tiendas de artículos deportivos) estacionamiento y una área de esparcimiento con fuentes danzantes; así mismo el jardín municipal anexo (parque Miguel Hidalgo) fue rehabilitado de tal manera que sea un jardín del estadio y de la ciudad.

## Indumentaria
El 24 de septiembre de 2020 se dieron a conocer las dos equipaciones del equipo de cara a su primera temporada en la Liga de Balompié Mexicano. El uniforme local consiste en una camiseta blanca con una línea horizontal verde además de tener el cuello y detalles en las mangas con el mismo color, el pantalón y las medias son blancas. La equipación visitante consiste de una camiseta verde con una línea horizontal blanca, mientras que el short y las calcetas también son verdes. Ambas equipaciones similares a las utilizadas históricamente por los equipos que ha representado a los Cañeros de Zacatepec.